# بخش سوئیس (شهرستان مونرو، اوهایو)
بخش سوئیس (به انگلیسی: Switzerland Township) یک منطقهٔ مسکونی در ایالات متحده آمریکا است که در شهرستان مونرو، اوهایو واقع شده‌است.
 بخش سوئیس ۷۰٫۸ کیلومتر مربع مساحت و ۴۶۲ نفر جمعیت دارد و ۳۸۷ متر بالاتر از سطح دریا واقع شده‌است.